# Tony Wright
Tony Wright de Penzance em Cornwall  tentou bater o recorde mundial de privação de sono em maio de 2007. permanecendo 264 horas acordado. Entretanto, o recorde registrado no Guinness é na verdade de 11½ dias, ou 276 horas, realizado por Toimi Soini em Hamina, Finland, de fevereiro de 1964.